# Јадрешки
Јадрешки (итал. Giadreschi) су насељено место у саставу општине Лижњан, Истарска жупанија, Хрватска. До територијалне реорганизације у Хрватској, налазили су се у саставу старе општине Пула.

## Становништво
На попису становништва 2011. године, Јадрешки су имали 501 становника.
Према попису становништва из 2001. године у насељу Јадрешки је живело 321 становник у 102 породична домаћинства.
Кретање броја становника по пописима 1857—2001.
| година пописа  | 1857. | 1869. | 1880. | 1890. | 1900. | 1910. | 1921. | 1931. | 1948. | 1953. | 1961. | 1971. | 1981. | 1991. | 2001. |
| бр. становника | 0     | 0     | 160   | 202   | 265   | 330   | 316   | 345   | 283   | 267   | 271   | 244   | 227   | 230   | 321   |

## Попис1991.
На попису становништва 1991. године, насељено место Јадрешки је имало 230 становника, следећег националног састава:
| Попис 1991.‍  | Попис 1991.‍  | Попис 1991.‍ | Попис 1991.‍ | Попис 1991.‍ |
| ------------ | ------------ | ----------- | ----------- | ----------- |
|              |              |             |             |             |
| Хрвати       | Хрвати       |             | 167         | 72,60%      |
| Југословени  | Југословени  |             | 7           | 3,04%       |
| Срби         | Срби         |             | 4           | 1,73%       |
| Италијани    | Италијани    |             | 3           | 1,30%       |
| Македонци    | Македонци    |             | 2           | 0,86%       |
| Албанци      | Албанци      |             | 1           | 0,43%       |
| неопредељени | неопредељени |             | 7           | 3,04%       |
| регион. опр. | регион. опр. |             | 38          | 16,52%      |
| непознато    | непознато    |             | 1           | 0,43%       |
| укупно: 230  |              |             |             |             |